# Hildebrandtia ornata
Hildebrandtia ornata är en groddjursart som först beskrevs av Peters 1878.  Hildebrandtia ornata ingår i släktet Hildebrandtia och familjen Ptychadenidae. IUCN kategoriserar arten globalt som livskraftig. Inga underarter finns listade i Catalogue of Life.